# Enscepastra
Enscepastra is een geslacht van vlinders uit de familie Smalvleugelmotten (Batrachedridae).

## Soorten
- E. acutissima Mey, 2011
- E. curvipalpata Mey, 2011
- E. cygnica Mey, 2011
- E. lathraea Meyrick, 1920
- E. longirostris Meyrick, 1926
- E. machinopis Meyrick, 1936
- E. plagiopa Meyrick, 1920
- E. recurvata Mey, 2011
- E. scolopacina Mey, 2011